# Nieuw-Zeelandse vleermuizen
De Nieuw-Zeelandse vleermuizen of kortstaartvleermuizen (Mystacinidae) is een familie uit de orde der vleermuizen (Chiroptera). Tot de familie behoren twee geslachten, het uitgestorven geslacht Icarops uit het Mioceen van Noord-Australië en het geslacht Mystacina uit Nieuw-Zeeland en omringende eilanden. Tot het laatste geslacht behoort de enige nog levende soort, de Nieuw-Zeelandse vleermuis (Mystacina tuberculata). Een andere soort, de grote Nieuw-Zeelandse vleermuis (Mystacina robusta), is al geruime tijd niet meer waargenomen en wordt als uitgestorven beschouwd. Deze familie is waarschijnlijk verwant aan Amerikaanse families als de bladneusvleermuizen van de Nieuwe Wereld (Phyllostomidae).

## Soorten
- Familie Mystacinidae (Nieuw-Zeelandse vleermuizen)
  - Geslacht Icarops†
    - Icarops aeneae†
    - Icarops breviceps†
    - Icarops paradox†

  - Geslacht Mystacina
    - Grote Nieuw-Zeelandse vleermuis (Mystacina robusta)†
    - Nieuw-Zeelandse vleermuis (Mystacina tuberculata)

Vleerhonden · Kitti's varkensneusvleermuis · Klapneusvleermuizen · Reuzenoorvleermuizen · Hoefijzerneuzen · Bladneusvleermuizen van de Oude Wereld · Spleetneusvleermuizen · Schedestaartvleermuizen · Nieuw-Zeelandse vleermuizen · Hechtschijfvleermuizen · Furievleermuizen · Hazenlipvleermuizen · Plooilipvleermuizen · Bladneusvleermuizen van de Nieuwe Wereld · Trechteroorvleermuizen · Zuigschijfvleermuizen · Bulvleermuizen · Miniopteridae · Gladneuzen